# Liste der Baudenkmäler in Schwaig bei Nürnberg
Auf dieser Seite sind die Baudenkmäler in der mittelfränkischen Gemeinde Schwaig bei Nürnberg zusammengestellt. Diese Tabelle ist eine Teilliste der Liste der Baudenkmäler in Bayern. Grundlage ist die Bayerische Denkmalliste, die auf Basis des Bayerischen Denkmalschutzgesetzes vom 1. Oktober 1973 erstmals erstellt wurde und seither durch das Bayerische Landesamt für Denkmalpflege geführt wird. Die folgenden Angaben ersetzen nicht die rechtsverbindliche Auskunft der Denkmalschutzbehörde.
 Diese Liste gibt den Fortschreibungsstand vom 26. Januar 2019 wieder und enthält 27 Baudenkmäler.

## Baudenkmäler nach Ortsteilen

### Schwaig
| Lage                                                                     | Objekt                                             | Beschreibung | Akten-Nr.     | Bild                              |
| ------------------------------------------------------------------------ | -------------------------------------------------- | --- | ------------- | --------------------------------- |
| Behringersdorfer Straße 9 (Standort)                                     | Ehemaliges Tagelöhnerhaus                          | Eingeschossiger Sandsteinbau mit Steilsatteldach, Mitte 19. Jahrhundert | D-5-74-156-1  | BW                                |
| Behringersdorfer Straße 13 (Standort)                                    | Ehemaliges Wohnstallhaus                           | Eingeschossiger Sandsteinbau mit Schopfwalmdach, Fachwerkgiebel, im Kern 17. Jahrhundert | D-5-74-156-2  | BW                                |
| Behringersdorfer Straße 24 (Standort)                                    | Ehemaliges Wohnstallhaus                           | Eingeschossiger Sandsteinbau mit Steilsatteldach, 1859, zwei Zwerchhausaufbauten, wohl erstes Viertel 20. Jahrhundert | D-5-74-156-4  | BW                                |
| Mittelbügweg 99 (Standort)                                               | Sogenannte Wendenscheune                           | Stadel mit Manteldach, Holzkonstruktion, verbrettert, 17./18. Jahrhundert, hierher versetzt | D-5-74-156-6  | weitere Bilder                    |
| Mittelbügweg 99 (Standort)                                               | Ehemaliges Wohnstallhaus, jetzt Landheim Mittelbüg | Eingeschossiger Sandsteinquaderbau mit Steilsatteldach, Mitte 19. Jahrhundert, Oberlicht bezeichnet „18.1“ Kleines Nebengebäude: eingeschossiger Sandsteinbau mit Satteldach, Mitte 19. Jahrhundert | D-5-74-156-5  | weitere Bilder                    |
| Nähe Parkstraße, im ehemaligen Schlosspark von Schlossplatz 1 (Standort) | Gartenhaus                                         | Kleiner eingeschossiger Sandsteinbau mit Walmdach, Mitte 18. Jahrhundert | D-5-74-156-7  | BW                                |
| Schlossplatz 1 (Standort)                                                | Ehemaliger Herrensitz                              | Dreigeschossiger Sandsteinquaderbau mit Walmdach und polygonalem Treppenturm mit Zeltdach, zweite Hälfte 16. Jahrhundert, Erneuerungen und Flügelanbau Mitte 18. Jahrhundert; mit Ausstattung Scheune: Sandsteinquaderbau mit Fachwerkgiebel und Satteldach, 18. Jahrhundert Teile der ehemaligen Schlossmauer: Sandsteinquadermauerwerk, 18. Jahrhundert | D-5-74-156-8  | weitere Bilder                    |
| Schlossplatz 4 (Standort)                                                | Ehemalige Scheune, heute Bücherei                  | Satteldachbau mit Fachwerkgiebel, 18. Jahrhundert | D-5-74-156-9  | Ehemalige Scheune, heute Bücherei |
| Tannenweg 28 (Standort)                                                  | Wohnhaus                                           | Stahlfertighaus von MAN-Gustavsburg, eingeschossiger Satteldachbau, 1951 | D-5-74-156-33 | weitere Bilder                    |

### Behringersdorf
| Lage | Objekt                                                  | Beschreibung | Akten-Nr.     | Bild           |
| --- | ------------------------------------------------------- | --- | ------------- | -------------- |
| Am Seelbach (Standort)                                                                                          | Marterl zum Gedenken an Johann Weidinger                | Bekrönt von Hubertusgeweih, bezeichnet „1926“ | D-5-74-156-34 | BW             |
| Am Weinberg 1 (Standort)                                                                                        | Ehemaliges Wohnstallhaus                                | Eingeschossiger Sandsteinbau mit Fachwerkgiebel und steilem Satteldach, im Kern erste Hälfte 19. Jahrhundert | D-5-74-156-11 | BW             |
| Laufer Straße 5 (Standort)                                                                                      | Wohnhaus                                                | Zweigeschossiger traufseitiger Sandsteinbau mit Satteldach und Gesimsgliederung, östlich Ladenanbau, erdgeschossiger Sandsteinbau mit Satteldach, daran rechtwinklig anschließend ehemaliges Ökonomiegebäude, langgestreckter Sandsteinbau mit Steilsatteldach, Mitte 19. Jahrhundert | D-5-74-156-13 | BW             |
| Norisstraße 10 (Standort)                                                                                       | Ehemaliges Forsthaus (Wildmeisterhaus)                  | Zweigeschossiger traufseitiger Sandsteinquaderbau mit Satteldach und Lisenengliederung, zweite Hälfte 19. Jahrhundert | D-5-74-156-14 | BW             |
| Sandbergstraße 2 (Friedhof Behringersdorf) (Standort)                                                           | Kriegerdenkmal 1914/18                                  | Um 1920 | D-5-74-156-12 | BW             |
| Schwaiger Straße 1 (Standort)                                                                                   | Ehemaliges Wohnstallhaus                                | Eingeschossiger traufseitiger Steilsatteldachbau, südliche Giebelseite Fachwerk, bezeichnet „1748“ | D-5-74-156-15 | BW             |
| Schwaiger Straße 3 (Standort)                                                                                   | Bauernhof                                               | Bauernhaus: eingeschossiger Sandsteinbau mit Steilsatteldach, 1804 Backhaus: Sandstein, Satteldach, 1828 Hopfenscheune: Sandstein, Satteldach, erste Hälfte 19. Jahrhundert | D-5-74-156-17 | BW             |
| Schwaiger Straße 6 (Standort)                                                                                   | Wohnhaus                                                | Zweigeschossiger traufseitiger Sandsteinbau mit Satteldach, zweite Hälfte 19. Jahrhundert | D-5-74-156-18 | BW             |
| Schwaiger Straße 14 (Standort)                                                                                  | Evangelisch-lutherische Pfarrkirche St. Maria Magdalena | Rechteckiges Langhaus mit querhausähnlichen Anbauten, Sandstein, Dachreiter mit Kuppeldach, 1716–19 mit Kern des Vorgängerbaus um 1440, bezeichnet „1717“; mit Ausstattung Kirchhofmauer: Sandstein, um 1720 | D-5-74-156-20 | weitere Bilder |
| Schwaiger Straße 15; Nähe Schwaiger Straße (Standort)                                                           | Pfarrhaus                                               | Zweigeschossiger Sandsteinbau, Walmdach, 1746/49, bezeichnet „1746“, um 1750 Gartenmauer mit Tor: Mitte 18. Jahrhundert Nebengebäude: eingeschossiger Sandsteinbau mit Anbau in Holzständerbauweise, um 1750 | D-5-74-156-21 | weitere Bilder |
| Schwaiger Straße 16 (Standort)                                                                                  | Mesnerhaus                                              | Eingeschossiger Sandsteinquaderbau mit Walmdach, im Kern zweite Hälfte 18. Jahrhundert | D-5-74-156-22 | weitere Bilder |
| Schwaiger Straße 17 (Standort)                                                                                  | Bauernhof                                               | Bauernhaus: zweigeschossiger traufseitiger Sandsteinbau mit Steilsatteldach, Mitte 19. Jahrhundert Scheune: Kalksteinbau mit Steilsatteldach, Anfang 20. Jahrhundert Ehemaliger Schweinestall: Sandsteinbau mit Satteldach, nach 1821 | D-5-74-156-23 | BW             |
| Schwaiger Straße 18 (Standort)                                                                                  | Herrensitz, sogenanntes Altes Schloss                   | Dreigeschossiger turmartiger Bau, Erdgeschoss Sandstein, Obergeschosse Fachwerk verputzt, rückwärtig Treppenturm, nach 1553, erneuert 1715 | D-5-74-156-24 | weitere Bilder |
| Schwaiger Straße 20; Schwaiger Straße 24; Schwaiger Straße 26; Schwaiger Straße 26 a; Gemeindewiesen (Standort) | Wirtschaftshof                                          | Um den rechteckigen Vorhof des Neuen Schlosses gruppierter Komplex eingeschossiger Stallungen und Wohnstallhäuser, Satteldachbauten, Sandsteinquader und Fachwerk, teils verputzt, südwestliche Ecke durch turmartigen Zeltdachbau betont, Westflügel im Kern 1596/97 (dendrochronologisch datiert) und 1683/84 (dendrochronologisch datiert), Umbau 1829/31 (dendrochronologisch datiert) Reste einer ehemaligen Umfassungsmauer: flache Sandsteinquadermauer mit gerundetem bzw. satteldachartigem Abschluss und zwei rechteckigen Portalpfeilern mit mächtiger Abschlussplatte und Kugelbekrönung, 18. Jahrhundert, südwestlich des Wirtschaftshofes an der Straße nach Schwaig | D-5-74-156-25 | weitere Bilder |
| Schwaiger Straße 22; Schürstabstraße 5; Schürstabstraße 9; Schwaiger Straße 20 (Standort)                       | Schloss, sogenanntes Neues Schloss                      | Stattlicher zweigeschossiger Sandsteinquaderbau mit Walmdach, Zwerchhaus mit Dreiecksgiebel und Korbbogenportal mit Segmentgiebel, barock, Planung von Johann Ulrich Mösel, ab 1719 Auffahrt: Vorplatz mit Rampe und Sandsteinquadermauern, gleichzeitig Umfassungsmauer: Sandsteinquadermauerwerk, erstes Viertel 18. Jahrhundert Umfassungsmauer des ehemaligen Ziergartens: Sandsteinquadermauerwerk, gleichzeitig | D-5-74-156-26 | weitere Bilder |

### Malmsbach
| Lage                                                     | Objekt                                      | Beschreibung | Akten-Nr.     | Bild           |
| -------------------------------------------------------- | ------------------------------------------- | --- | ------------- | -------------- |
| Mustleitenstraße 1 (Standort)                            | Ehemaliges Wohnstallhaus                    | Eingeschossiger Sandsteinbau mit Schopfwalmdach, Fachwerkgiebel, im Kern 17. Jahrhundert Scheune: Fachwerkbau mit Steilsatteldach, 17. Jahrhundert | D-5-74-156-28 | weitere Bilder |
| Schlossgrabenstraße 6; Schlossgrabenstraße 12 (Standort) | Ehemalige Wasserburg der Hohenlohe-Brauneck | Ersterwähnung 1323, nach Kriegszerstörung 1449 erneuert zweite Hälfte 15. Jahrhundert, weitgehend abgetragen ab 1835: Torbau: Sandsteinquaderbau mit Walmdach, vorkragendem Fachwerkobergeschoss und Korbbogendurchfahrt, 16. Jahrhundert/17. Jahrhundert Ringmauer: hohe Mauer aus Sandsteinbuckelquadern, jetzt zum Teil Außenmauer der um den Schlosshof gebauten Kleinhäuser, im Kern 14. Jahrhundert Graben mit Futtermauer: 16./17. Jahrhundert Kleinhaus: Zinshaus, eingeschossiger Sandsteinquaderbau mit Satteldach und Fachwerkgiebel, dendrochronologisch datiert um 1710, Außenmauer zum Graben hin älter | D-5-74-156-29 | weitere Bilder |
| Schlossgrabenstraße 6/8/10/12 (Standort)                 | Teil des Wasserschlosses                    | Vergleiche Schlossgrabenstraße 14/16; nicht nachqualifiziert, im Bayerischen Denkmal-Atlas nicht kartiert | D-5-74-156-32 | BW             |

## Ehemalige Baudenkmäler
In diesem Abschnitt sind Objekte aufgeführt, die früher einmal in der Denkmalliste eingetragen waren, jetzt aber nicht mehr. Objekte, die in anderem Zusammenhang also z. B. als Teil eines Baudenkmals weiter eingetragen sind, sollen hier nicht aufgeführt werden. Aktennummern in diesem Abschnitt sind ehemalige, jetzt nicht mehr gültige Aktennummern.

| Lage                                        | Objekt                | Beschreibung | Akten-Nr.     | Bild |
| ------------------------------------------- | --------------------- | --- | ------------- | ---- |
| Malmsbach Schlossgrabenstraße 18 (Standort) | Ehemaliges Bauernhaus | Eingeschossiger Sandsteinbau mit Satteldach, Mitte 19. Jahrhundert Scheune: eingeschossiger Satteldachbau mit Fachwerkgiebel zum Teil auf Resten der Schlossbefestigung, Mitte 19. Jahrhundert | D-5-74-156-30 | BW   |